# Ά̤
Cette page contient des caractères spéciaux ou non latins. S’ils s’affichent mal (▯, ?, etc.), consultez la page d’aide Unicode.
L’alpha tréma souscrit tonos, ά̤, est une lettre grecque additionnelle utilisée dans l’écriture du grec pontique.

## Utilisation
L’alpha tréma souscrit tonos est utilisé en grec pontique, notamment dans la grammaire de pontique historique d’Anthimos Papadopoulos. Il est utilisé par exemple dans ομά̤ζω, « ressemble ».